# کهرارموقوفه
کهرارموقوفه، روستایی از توابع بخش مرکزی شهرستان کرمانشاه در استان کرمانشاه ایران است.
این روستا دارای مردمی خونگرم با فرهنگی غنی که  پیشینه ی آن به مادها بازمیگرد،همچنین این روستا به پرچمداردرودفرامان نیز شهرت دارد.
با بازدید از این روستا میتوان از طبیعت بکر درودفرامان لذت برد.

## جمعیت
این روستا در دهستان قره‌سو قرار دارد و براساس سرشماری مرکز آمار ایران در سال ۱۳۸۵، جمعیت آن ۲۱۵ نفر (۴۵خانوار) بوده‌است.